# FIFA (saga de videojocs)
La FIFA té una saga de videojocs de futbol, iniciada per la companyia Electronic Arts que va portar com a novetat la llicència de la FIFA i per tant, la llicència de jugadors i lligues amb noms reals. És coneguda com a FIFA Soccer a Amèrica i FIFA Football a Europa. És una sèrie de videojocs o simuladors de Futbol de associació, llançats anualment per Electronic Arts sota l'etiqueta EA Sports. Els videojocs de futbol com Sensible Soccer, Kick Off i Match Day es van desenvolupar des de finals de la dècada de 1980 i ja eran competitius en el mercat de jocs quan EA Sports va anunciar un joc de futbol com la propera incorporació al seu segell EA Sports. The Guardian ha qualificat la sèrie com "el joc de futbol més hàbil, polit i, amb molt, el més popular". A partir del 2011, la franquícia de FIFA s'ha localitzat a 18 idiomes i està disponible en 51 països. Inclosa en Guinness World Records com la franquícia de videojocs esportius més venuda al món, el 2018, la sèrie FIFA havia venut més de 260 milions de còpies. També és una de les franquícies de videojocs més venudes

## Sèrie FIFA
| 1993 | FIFA International Soccer        |
| 1994 | FIFA Soccer 95                   |
| 1995 | FIFA Soccer 96                   |
| 1996 | FIFA 97                          |
| 1997 | FIFA 98                          |
| 1998 | FIFA World Cup 98                |
| 1998 | FIFA 99                          |
| 1999 | FIFA 2000                        |
| 2000 | FIFA 2001                        |
| 2001 | FIFA Football 2002               |
| 2002 | 2002 FIFA World Cup              |
| 2002 | FIFA Football 2003               |
| 2003 | FIFA Football 2004               |
| 2004 | FIFA Football 2005               |
| 2005 | FIFA Street (2005)               |
| 2005 | FIFA 06                          |
| 2006 | FIFA Street 2                    |
| 2006 | 2006 FIFA World Cup              |
| 2006 | FIFA 07                          |
| 2007 | FIFA 08                          |
| 2008 | FIFA Street 3                    |
| 2008 | FIFA 09                          |
| 2009 | FIFA 10                          |
| 2010 | 2010 FIFA World Cup South Africa |
| 2010 | FIFA 11                          |
| 2011 | FIFA 12                          |
| 2012 | FIFA 13                          |
| 2013 | FIFA 14                          |
| 2014 | 2014 FIFA World Cup Brazil       |
| 2014 | FIFA 15                          |
| 2015 | FIFA 16                          |
| 2016 | FIFA 17                          |
| 2016 | FIFA Mobile                      |
| 2017 | FIFA 18                          |
| 2018 | FIFA 19                          |
| 2019 | FIFA 20                          |
| 2020 | FIFA 21                          |
| 2021 | FIFA 22                          |
| 2022 | FIFA 23                          |

### FIFA International Soccer / FIFA '94
- Eslògan: "FIFA International Soccer has it all... experience sheer brilliance."
- Portada: David Platt, Pat Bonner i Ruud Gullit.
- Llançament: Sega Mega Drive/Genesis, Master System, Mega CD, Game Gear, SNES, MS-DOS, Amiga, 3DO, Game Boy (1993) i PCCDROM (1995)
- Descripció: El primer de la sèrie, el joc es caracteritzava per la perspectiva isomètrica o de tres càmeres, que es diferenciava dels altres títols que oferien una vista des de dalt o vista d'ocell. Un aspecte important era el so del públic en l'estadi, que estava basat en enregistraments en viu i que li proporcionaven un major realisme al desenvolupament del joc amb càntics dels afeccionats. El joc presentava seleccions nacionals, encara que els noms dels jugadors eren ficticis. Les maneres de joc són partits d'exhibició, eliminatòria, torneig i lliga. El joc oferia una contrasenya després de cada partit per a poder continuar les competicions de lliga, eliminatòria i torneig. Tres detalls destacables d'aquest títol són: primer, la presència d'un àrbitre en el camp de joc durant el transcurs del joc; segon, el llançament d'una moneda per a escollir entre servei o costat del camp a l'inici de cada trobada, i tercer, si un partit acaba en empat després del temps reglamentari i la pròrroga, el partit es definirà per al conjunt que anoti el primer tant, sense importar el temps que transcorri.

### FIFA Soccer '95
- Eslògan: "The best console football ca get." (El millor joc de futbol en videoconsoles que pots tenir)
- Portada: Erik Thorstvedt.
- Llançament: Sega Mega Drive/Genesis (1994)
- Descripció: És una còpia exacta a FIFA '94. Les úniques millores visibles són un nou sistema de passades i la inclusió de clubs.

### FIFA Soccer '96
- Eslògan: "Next Generation Soccer." (La pròxima generació de Futbol)
- Portada: Ronald De Boer i Jason McAteer.
- Llançament: Sega Mega Drive/Genesis, Sega 32X, SNES, MS-DOS, Sega Saturn, PS1, Game Gear i Game Boy (1995).
- Descripció: Aquest FIFA sí que va aportar canvis. El millor d'ells va ser que els jugadors tenien noms reals. Una altra millora, però aquesta vegada audible van ser els comentaris de John Motson.

### FIFA '97
- Eslògan: "Emotion Captured" (L'emoció capturada)
- Portada: David Ginola i Bebeto
- Llançament: Sega Mega Drive/Genesis, SNES, MS-DOS/Windows, Sega Saturn, PS1 i Game Boy (1996)
- Descripció: Per a aquesta versió destaca la millora en gràfics per a PS1, encara que les animacions encara eren molt robòtiques, i la seva sortida per a Windows. Incloïa nous moviments, capturats per David Ginola. És un dels FIFA més difícils de dominar.

### FIFA '98: Road To World Cup
- Eslògan: "Your only goal - qualify" (El teu únic objectiu - classificar)
- Portada: Cada edició local incloïa diferents estrelles, entre les quals es compten David Beckham (versió per al Regne Unit), Andreas Möller (Alemanya), Raúl (Espanya), David Ginola (França) i Roy Lassiter (Estats Units).
- Llançament: SNES i Sega Mega Drive (només versions PAL), Windows, Sega Saturn, PS1, Game Boy i Nintendo 64 (juny de 1997).
- Descripció: Considerat el millor FIFA de tota la història i elogiat per molts. I és que la possibilitat de fer una multitud de amagues i moviments per a deixar boges les defenses la va encertar, acompanyats també per una nova IA. El nou motor gràfic millorava considerablement els gràfics (Windows i PS1). A més incloïa la possibilitat de jugar amb qualsevol selecció nacional per a classificar-la al mundial França '98. Aquest FIFA va ser el primer joc de futbol a incorporar l'eina per a editar jugadors i equips. Cap dir que el seu apartat sonor és impecable.

### FIFA '99
- Eslògan: "All The Clubs, Leagues and Cups" (Tots els clubs, lligues i copes)
- Portada: Dennis Bergkamp (Principal), Christian Vieri (Itàlia), Rui Costa (Portugal), Fabien Barthez (França), Fernando Morientes (Espanya), Ahn Jung-Hwan (Corea del Sud)
- Llançament: Windows, PS1, Game Boy Color i Nintendo 64 (1998)
- Descripció: Aquest FIFA no va ser més que una ampliació de l'anterior, amb nous gràfics i animacions. Millorada també, la IA en l'atac en mode fàcil. Aquest canvi va afectar gairebé tota la jugabilitat, ja que el joc es va tornar molt ràpid i sobretot brusc en el mode avançat. De fet semblava més rugbi que futbol. Es van introduir dos modes de jocs més; el gol d'or i la superlliga europea, així com els estadis mundials més famosos, que van lluir amb gran qualitat gràfica per a l'època. En el gol d'or, jugues un partit i guanya qui faci el primer gol. Quant a l'altre, és com la Champions League però en format de lliga.

### FIFA 2000
- Portada: Sol Campbell (Principal), Simão Sabrosa (Portugal), Eddie Pope (Estats Units), Mehmet Scholl (Alemanya), Giovanni Rosso (Israel), Vincenzo Montella (Itàlia), Raí (Brasil), Emmanuel Petit (França), Jaap Stam (Holanda), Ramon Vega (Suïssa), Pär Zetterberg (Bèlgica), Josep Guardiola i Sala (Espanya), Theódoros Zagorakis (Grècia), Kim Byung-Ji (Corea del Sud)
- Llançament: Windows, PS1, Playstation 2, Nintendo 64 (només beta) i Game Boy Color (1999)
- Descripció: Aquest joc va ser un salt molt pobre en gràfics, ja que EA va voler passar d'unes cares irreconeixibles a unes de major qualitat. No obstant això, són molt pobres i tenen un aspecte de marionetes. Per al gust de la majoria dels jugadors, es prefereixen les cares de l'edició anterior a aquestes. Una altra gran fallada és el joc per Internet, perquè pràcticament no existeix. I el joc per xarxa és indesitjable, sobretot perquè els teus adversaris poden veure les teves estratègies.

### FIFA 2001
- Portada: Paul Scholes (Regne Unit), Thierry Henry (França), Lothar Matthäus (Alemanya), Edgar Davids (Holanda), Shimon Gershon (Israel), Filippo Inzaghi (Itàlia), Ricardo Sá Pinto (Portugal), Gaizka Mendieta (Espanya), Ben Olsen (Estats Units), Shimon Gershon (Israel), Leonardo (Brasil), Ko Jong-Su (Corea del Sud)
- Llançament: Windows, PS1, Nintendo 64 (només beta), Game Boy Color (només beta) i PS2 (2000).
- Descripció: Petites millores del 2000, que el feien una mica més atractiu pel nou motor gràfic usat de PS2. També la versió per a PS1 va ser millorada en gràfics i en algun moviment. Va ser el primer joc de la saga a incloure les equipacions reals de molts dels clubs que apareixien en ell. Va obtenir el seu èxit perquè en aquell moment no havia cap joc de futbol que li fes la competència (la saga ISS Pro àdhuc es trobava en el PS1).

### FIFA 2002
- Portada: Thierry Henry (Regne Unit i França), Francesco Totti (Itàlia), Gerald Asamoah (Alemanya), Sibusiso Zuma (Sud-àfrica), Haim Revivo i Shimon Gershon (Israel), Ruud van Nistelrooy (Holanda), Roberto Carlos (Brasil), Zlatan Ibrahimović (Suècia), Nuno Gomes (Portugal), Iker Casillas (Espanya), Tomasz Frankowski (Polònia), Hong Myung-Bo (Corea del Sud)
- Llançament: Windows, PS1, PS2, GameCube (només Amèrica)
- Descripció: FIFA 2001 era massa ràpid (des de la versió del 99), de manera que EA va decidir implementar canvis d'acord amb el qual els jugadors demanaven, a més d'una petita millora gràfica. Aquests canvis tenien a veure principalment amb el sistema de passades (pres d'ISS), amb la qual cosa calia carregar les passades i tirs. També els porters van sofrir canvis, aquesta vegada no atallaven i es quedaven amb tots els balons sinó que el 80% de les vegades els desviaven de l'arc per a un tir de cantó. Tot això per a les versions de PC i PS2, per a la de PS1, tot seguia intacte a la de l'any passat, excepte pel del sistema de passades. També es va agregar per a totes les versions del joc la possibilitat de classificar-se al mundial (només classificar-se).

### FIFA 2003
- Portada: Roberto Carlos, Ryan Giggs i Edgar Davids (Principal); Landon Donovan (Estats Units), Lee Young-Pyo, Choi Sung-Kuk i Kim Tae-Young (Corea del Sud).
- Llançament: Windows, PS1, PS2, GameCube, Xbox, Game Boy Advance i Telefonia mòbil
- Descripció: El primer FIFA per a les consoles de sisena generació amb importants novetats, com un sistema de joc millorat i que era el més realista fins a la data, sobretot en entrades, balons per alt, etc. Per a molts, l'últim bon FIFA. Les passades per baix ja no es carregaven per a agilitar una miqueta el joc. La versió de PS1 va ser la més patètica de tota la saga, ja ni tan sols conservava la jugabilitat de les edicions passades (la qual ja era molt dolenta). Els gràfics el mateix. Ni tan sols l'apartat sonor es va salvar. Aquesta versió va ser només una treta organitzada per EA per a guanyar un poc més de diners.

### FIFA Football 2004
- Portada: Alessandro Del Piero, Thierry Henry i Ronaldinho (Principal), Seol Ki-Hyeon (Corea del Sud)
- Llançament: Windows, PS1, PS2, GameCube, Xbox, Game Boy Advance, N-Gage i Telefonia mòbil
- Descripció: És la continuació del joc de l'any passat amb una que altra novetat gràfica i jugable. Per a començar, la jugabilitat excel·lent de l'edició passada es va tornar més quieta i robòtica que abans. Es va incorporar el Of the ball, que et permetia moure a jugadors que no controlessin la pilota per a habilitar-los, tant en el joc caminant com en les jugades de baló parat. Aquesta incorporació semblava molt qüestionable i esborrable, ja que requeria per part de l'usuari d'una gran concentració perquè havia d'estar pendent de controlar al jugador que duia la pilota i al que feia el desmarcatge. Com vaig dir abans els canvis d'adreça es van fer molt bruscs. Les gràfiques seguien gairebé iguals a les de l'any passat. La física de la pilota va millorar considerablement. Es va implementar una nova IA però, aquesta vegada, més col·lectiva per a ajudar el funcionament del "Of the Ball".

### FIFA Football 2005
- Eslògan: A great player needs a great first touch (Un bon jugador necessita un bon primer toc).
- Portada: Patrick Vieira, Fernando Morientes i Andrí Xevtxenko (Principal), Oswaldo Sánchez, Fernando Morientes, i Andrí Xevtxenko (Estats Units)
- Llançament: Windows, PS1, PS2, GameCube, Xbox, Game Boy Advance, PSP, Gizmondo, N-Gage i Telefonia mòbil
- Descripció: El lliurament anterior no posseïa totes les novetats jugables que un jugador podria esperar, sobretot quan EA havia anunciat que FIFA 2004 anava a ser una revolució. Bé, aquest lliurament va canviar això, en afegir nous elements com el first touch (toc de primera) i millorar el of the ball afegit en l'anterior lliurament. El joc es va fer un poc més passiu comparant-lo amb el de l'any passat. El baló s'acostava cada vegada més, al que és xutar una pilota de debò, no obstant això, les passades llargues tenien un efecte com si s'estigués fent un globus. Passant a les gràfiques, el joc era solament l'evolució de l'any passat (de fet des de l'edició del 2003, es perd un poc de qualitat gràfica). La IA era bastant dolenta, considerant que els jugadors no són capaços de moure's pel terreny al seu gust. Els modelatges dels jugadors eren bons, no obstant això les equipacions i les cares brillaven molt, igual que la pilota. Quant a la música, res a objectar, impecable. Rarament aquest lliurament ja no posseïa arbitre (només apareixia en les animacions intermèdies). Un altre aspecte a destacar, és que amb aquest lliurament la saga FIFA va començar a perdre adeptes. Aquest va ser l'últim lliurament de la saga a la PS1.

### FIFA 06
- Eslògan: The total soccer experience. (L'experiència de futbol total).
- Portada: Wayne Rooney i Ronaldinho (Principal), Omar Bravo, Freddy Adu i Ronaldinho (Estats Units)
- Llançament: Windows, PS2, GameCube, Xbox, Game Boy Advance, PSP, Nintendo DS, N-Gage i Telefonia mòbil
- Descripció: Per a la majoria dels usuaris de la saga, FIFA 2005 seguia sent una miqueta arcade. Com sempre EA es va donar la tasca d'incrementar la IA els contrincants i millorar la posició dels jugadors en el camp. El joc es va tornar a superar a si mateix però no al seu etern rival. Els jugadors seguien molt pegats a la seva posició original. A més des de temps immemorials es trobaven a faltar més opcions tàctiques, cosa que també va ser millorada, al fer-les en temps real, encara que no eren suficients. La Manera Mànager també va millorar notablement, afegint moltes més opcions. Les animacions són bones, excepte a l'hora de canviar d'adreça, cosa que va quedar molt rígida, al no haver animacions de transició. També hi ha menys varietat d'animacions en les passades comparades amb les de l'any passat. Les teixidures de les samarretes segueixen intactes a les de l'any passat, i fins i tot amb defectes com per exemple: el pegat que diu lliga de tal equip és molt borrós. El baló ja no té la lluentor excessiva que tenia la versió del 2005. Les cares dels jugadors són molt repetitives i brillen d'en gran manera. Els cants del joc li donaven com sempre una profunditat indiscutible. La física del baló és la més real de tota la saga, i es veu millor com quan rebota en l'aigua en un camp amb pluja. La jugabilitat es va fer més lenta i els tirs a porteria són més realistes. Els tirs lliures és una de les coses on falla el joc, sobretot quan no li donem corda al baló, aquest sortirà com en càmera lenta a l'arc, la jugada sencera es veurà en càmera lenta, a l'instant que li faràs un gol a l'arquer, com si aquest hagués intentat salvar alguna cosa molt espectacular. I parlant de l'arquer, quan se suposa que hauria d'haver un mà a mà, no n'hi ha fins que el jugador rival estigui almenys a 2 metres del cancerber. La IA del contrincant en l'atac és sorprenent, sobretot en el 3r manera de dificultat. La qual si falla és la defensiva, ja que les passades al buit són molt fàcils de fer i la majoria de les vegades faràs gols gràcies a aquesta "estratègia". els tirs van molt lent els equips de carrera estaven prohibits.

### FIFA 07
- Eslògan: This is the Season (Ha arribat l'hora).
- Portada: Ronaldinho en conjunt amb (segons la zona de comercialització): Landon Donovan i Francisco Fonseca (Estats Units), Wayne Rooney (Regne Unit), Lukas Podolski (Alemanya), Kaká (Brasil), David Villa (Espanya), Juninho (Brasil i França) i Kim Nam-Il (Corea del Sud), Francisco Fonseca (Mèxic)
- Llançament: Windows, PlayStation 2, PlayStation Portable, Xbox, GameCube, Nintendo DS, Game Boy Advance (setembre de 2006 en Europa i octubre de 2006 a l'Amèrica) i Xbox 360 (novembre de 2006).
- Descripció: FIFA 07 ara promet guanyar-li als Winning Eleven-PES amb la seva nova funció de Lligues Interactives en la qual permet jugar online amb altres jugadors al mateix temps que els equips reals juguen. Tenia disponible la Primera Divisió d'Anglaterra, França i Mèxic, i també garantia una millor IA dels jugadors que es movien com si amb més realisme, els porters, per exemple, no es quedaven quieta esperant que la pilota arribés sinó que donaven ordres a la defensa. També incloïa un nou sistema de driblatges gràcies al qual cada jugador podia realitzar el seu truc més característic.

### FIFA 08
- Eslògan: Can you FIFA 08? (Pots FIFA 08?).
- Portada: Ronaldinho amb Guillermo Ochoa i Jozy Altidore, al Regne Unit ambn Wayne Rooney; Sergio Ramos, a Espanya.
- Llançament: Windows, PlayStation 2, PlayStation 3, PlayStation Portable, Wii, Nintendo DS i Xbox 360. Es va fer el llançament alhora per a totes les plataformes el 28 de setembre del 2007.
- Descripció: la nova generació del FIFA per a les consoles va ser un gran salt endavant en el moment del llançament, tenint una (IA) la intel·ligència artificial dels jugadors més desenvolupada. Per exemple, en l'u contra u els porters eren més ràpids que en edicions anteriors i si el jugador no es decidia a fer una passada o a xutar, el porter podia prendre dels peus la pilota del davanter. Els porters també poden ser expulsats i, a més, poden controlar-se amb el mode manual, la qual cosa va fer més complicades les coses. Per a l'atac, las directrius que seguien els jugadors de la CPU continuaven sent sempre les mateixes, és a dir, trencar la defensa mitjançant la velocitat, la qual cosa era encara un romanent de versions anteriors.

Inclou el mode manual i l'automàtic de passades (el primer té més dificultat), i la IA era prou realista com per interceptar passades que facis entre els jugadors.

### FIFA 09
- Eslògan: Let's FIFA 09 (Fes un FIFA 09).
- Portada: Wayne Rooney i Ronaldinho (principal) Franck Ribéry i Karim Benzema (Francia)

Surt a la venda l'octubre del 2008, el FIFA 2009 té versions per a PlayStation 3, Xbox 360, Wii, PC, PlayStation 2, PlayStation Portable, Nintendo DS i telèfon mòbil.
Tenia una versió diferent per a cada consola, a excepció de les consoles Xbox 360 i PlayStation 3, que tenien versions semblants.

### FIFA 10
- Eslògan: Let's FIFA 09 (Fes un FIFA 10).
- Portada: Wayne Rooney a la majoria de les versions. A Espanya hi apareixia Xavi Hernàndez i Benzema, a França hi apareixien Guillaume Hoarau, Steve Mandanda, a més de Benzema.

És el 17è videojoc de la saga de FIFA. La demo per a PlayStation 3 i per a Xbox 360 es va poder provar a partir del 10 de setembre del 2009, i va sortir a la venda l'1 d'octubre a Europa i a Austràlia, i el 20 d'octubre als Estats Units i a Mèxic.
Aquest versió va millorar el realisme de les entrades i els robatoris de pilota.

### FIFA 11
- Eslògan: We Are 11 (Som 11).
- Portada: A la portada hi apareixia Kaká a la majoria de versions, i també Wayne Rooney en les versions per a països anglòfons. A Espanya incloïa també Andrés Iniesta.

És el 18è videojoc de la saga de FIFA. La demo per a PS3, Xbox 360 i per a PC es va poder provar a partir del 15 de setembre del 2010. El llançament a la venda va ser el dia 1 d'octubre de 2010 a Europa.

### FIFA 12
- Eslògan: Love football, play football (Estima el futbol, juga a futbol).
- Portada: A la portada hi apareixia Gerard Piqué i Xabi Alonso a la versió per a Espanya; i també Wayne Rooney i Kaká.

És el 19è videojoc de la saga de FIFA. Aquesta edició es caracteritza per la incorporació de la nova tecnologia Impact Engine, el qual permet més realisme en les entrades, xocs i lesions, entre altres coses. El llançament va ser el 27 de setembre del 2011.

### FIFA 13
- Eslògan: Join The Club (Apunta't al club)
- Portada: A la portada hi apareix Messi i Roberto Soldado, a la versió espanyola; i Alex Oxlade-Chamberlain i Joe Hart amb Messi a la britànica.

La 20a versió del videojoc de la saga de FIFA. Aquesta edició va sortir disponible per a Wii U, PS3, Wii, Xbox 360, PS2, PSP, iOS, Windows, Windows Phone, Android i PlayStation Vita. En aquesta edició es van afegir millores relatives al driblatge i a la intel·ligència dels jugadors sense pilota. El videojoc va sortir a la venda el 28 de setembre del 2012 per Europa, i uns dies abans a Austràlia i als Estats Units.

### FIFA 14
- Eslògan: We are FIFA 14 (Som FIFA 14)
- Portada: A la portada apareix Messi a la versió espanyola.

La 21a versió del videojoc de la saga de FIFA. Aquesta edició va sortir disponible per a Wii U, PS3, Wii, Xbox 360, Xbox One, PSP, PS2, PS4, iOS, Windows, Windows Phone, Android i PlayStation Vita. En aquesta edició es van afegir diverses lligues d'Amèrica Llatina, com les d'Argentina, de Colòmbia i de Xile. El videojoc va sortir a la venda el 24 de setembre del 2013 per Europa, i uns dies abans a Austràlia i als Estats Units.

### FIFA 15
- Eslògan: Feel the game (Sent el joc)
- Portada: A la portada apareix Messi en totes les versions, acompanyat d'Eden Hazard a la versió europea excepte a Itàlia, on és acompanyat de Gonzalo Higuaín.

La 22a versió del videojoc de la saga de FIFA. Aquesta edició va sortir disponible per a PS3, Wii, Xbox 360, Xbox One, PS4, iOS, Windows, Windows Phone, Android, Nintendo 3DS i PlayStation Vita. En aquesta edició es va reforçar el mode Ultimate Team' i es va afegir el concepte squad. A més, es millora i es busca un realisme superior al de versions anteriors. El videojoc va sortir a la venda el 25 de setembre del 2014 per Europa, i uns dies abans a Austràlia i als Estats Units.

### FIFA 16
- Eslògan: Play beautiful (Juga bonic)
- Portada: A la portada apareix Messi en totes les versions, acompanyat per primer cop d'una dona futbolista, Christine Sinclair al Canadà i Alex Morgan als Estats Units.

La 23a versió del videojoc de la saga de FIFA. Aquesta edició va sortir disponible per a PS3, Xbox 360, Xbox One, PS4, iOS, Windows i Android. És la primera edició del joc que inclou futbolistes femenines. També hi torna a haver canvis importants a Ultimate Team. El videojoc va sortir a la venda el 24 de setembre del 2015 per Europa, i uns dies abans als Estats Units.

### FIFA 17
- Eslògan: Football has changed (El futbol ha canviat)
- Portada: A la portada apareix Marcos Reus en totes les versions, després de guanyar una votació popular llançada per Electronic Arts, per primer cop en la saga.

La 24a versió del videojoc de la saga de FIFA. Aquesta edició va sortir disponible per a PS3, Xbox 360, Xbox One, PS4 i Windows. Aquesta edició va inaugurar el motor de joc Frostbite. En aquesta versió destaquen les novetats del mode història, a més d'afegir contingut sobretot del futbol japonès. El videojoc va sortir a la venda el 29 de setembre del 2016 per a Europa i Estats Units.

### FIFA 18
- Eslògan: World's game (El joc del món)
- Portada: A la portada apareix Cristiano Ronaldo en totes les versions, després de guanyar la Pilota d'or l'any anterior.

La 25a versió del videojoc de la saga de FIFA. Aquesta edició va sortir disponible per a PS3, Xbox 360, Xbox One, PS4, Nintendo Switch i Windows. Aquesta edició continua amb el motor de joc Frostbite, inaugurat en l'edició anterior. En aquesta versió destaquen les novetats dels estils de joc tàctics, noves posicions i les substitucions. A més, incorpora per primer cop les 'Squad Battles', un mode de joc basat en recompenses, competicions i progressió. El videojoc va sortir a la venda el 29 de setembre del 2017 per a Europa i Estats Units.

## Saga FIFA World Cup

### World Cup 98
- Llançament: Windows, PlayStation, Nintendo 64, i Game Boy Color (març de 1998).
- Descripció: Primer joc basat en la Copa Mundial de Futbol desenvolupat per EA Games després d'obtenir la llicència per part de la FIFA en 1997. A diferència dels seus antecessors desenvolupats per la desapareguda O.S. Gold, aquest joc contenia gràfics en 3D. Compte amb nou maneres com World Cup Classics, que permet disputar les finals dels mundials de 1930 a 1982.

### 2002 FIFA World Cup
- Llançament: Windows, PS1, PlayStation 2, GameCube, Xbox, i Game Boy Advance (2001)
- Descripció: Barreja entre FIFA 2002 i FIFA 2003. Compte amb un detallat control sobre les faltes que realitzis, tant que, depenent de la proximitat de l'àrbitre i del tipus de falta, serà el cobrament que l'àrbitre executi. Pren importància el cansament i les lesions dels jugadors, que fan que l'entrenador hagi de prendre les millors decisions pel que fa a canvis i formacions. A més posseïx càmeres a l'estil televisiu i els relats de John Motson i Andy Gray. Aquest edició compta amb els 32 equips que van classificar al mundial Coreja - Japó però a més, compte amb les seleccions que havien estat eliminades en els repechajes jugats i equips de diverses lligues del món (Anglaterra, Espanya, França, Itàlia, entre altres).

### 2006 FIFA World Cup
- Llançament: Game Boy Advance, GameCube, Telefonia mòbil, DS, PC, PlayStation 2, PlayStation Portable, Xbox, i Xbox 360 (abril de 2006)
- Descripció: Com totes les extensions dels FIFA, aquest joc contenia gairebé la mateixa jugabilitat del FIFA 06, l'única cosa que va canviar van ser els tirs a porta, que es van fer més irreals que en la versió 06, encara que no tant en la versió de Xbox 360. En el current gen, es va notar una deixadesa tècnica increïble en l'apartat gràfic, quan se suposava que era en aquestes ocasions on tal motor mostrava tot la seva esplendor. Quant a la versió del next gen, la cosa era diferent; uns gràfics de somni, això és, jugadors recreats al més mínim detall, igual que els estadis.

## Sèrie FIFA Street
- Joc de futbol de carrer.

### FIFA Street 2
- Llançament: GameCube, PlayStation 2, PlayStation Portable, Xbox, i Nintendo DS (febrer de 2006 a Amèrica i març de 2006 a Europa)
- Descripció: Desenvolupat per EA Canada.